# Holoparamecus depressus
Holoparamecus depressus é uma espécie de insetos coleópteros polífagos pertencente à família Endomychidae.
A autoridade científica da espécie é Curtis, tendo sido descrita no ano de 1833.
Trata-se de uma espécie presente no território português.